# 早市
早市，又稱曉市、朝市，為主要於凌晨及早上做買賣的市場，可能販售雜貨、蔬果、海鮮等。现多以供应新鲜商品的形式出现。

## 歷史

### 中國大陸
隋唐時代，市場的營業時間受到政府嚴格的規定，每天早晚隨著官吏的管制而開閉。到了宋朝，出現了名叫「曉市」的早市，又稱竹竿市、鬼市子，主要用來抒緩當時夜市的人流問題。每天五更點燈開始，拂曉就收攤。後來曉市逐漸成為潮流，與夜市齊名。曉市限制也和夜市一樣少，因此受時人歡迎。

### 日本
日本稱為「朝市」，原因是日本沿用中國古代叫法（粵語亦保留類似用法，「朝早」即「早上」）。

## 種類
依照營業時間區分，早市一般分為兩大類：
- 定點早市，即每日營業的早市，地點被固定的早市。
- 流動早市：祇在特定日期，或特定時間營業的早市，由於參與的商家在其他日期或時間會移動到其他地方營業，有如一個流動於臨近各地的早市。一般常見於鄉間或都市邊緣，平時可能作為停車場、草地或公園。商家全部為攤販形態，凌晨時份到達場地，5時起中午前撤除。此類型早市好處是便於清掃及停車，及新鮮感較大（每次攤販不盡相同），缺點是可能影響臨近住家安寧，及可能是非法。

## 商品
早市多為家庭主婦、退休人仕等而設，所以除了日常用品，雜貨外，亦供應蔬果、海鮮等：
- 蔬果：自行種植或買入的蔬果
- 雜貨：販賣五金、雜貨、日常用品等。
- 海鮮：販賣魚、蝦等海鮮

有些地方的早市會吸引觀光客前往，因此會販賣當地土產及餐飲。

## 著名早市

### 香港
- 天光墟[3]

### 中华人民共和国

#### 北京
- 德外晓市
- 广内广安胡同晓市
- 崇外岳王庙晓市

#### 廣東
- 四會市玉器市場[4]

### 中華民國（臺灣）
- 重新橋觀光市集
- 福和橋跳蚤市場
- 天母市集（僅週六開放早市）

### 日本
- 飛驒高山朝市[5]
- 函館朝市
- 輪島朝市
- 呼子朝市
- 勝浦朝市
- 上越的朝市
- 五城目朝市
- 豐橋朝市
- 七間朝市
- 高知星期日市場
- 神子田朝市